# Manfred Beer
Manfred Beer (Altenberg, 2 de diciembre de 1953) es un deportista alemán que compitió para la RDA en biatlón.
Participó en los Juegos Olímpicos de Innsbruck 1976, obteniendo una medalla de bronce en la prueba por relevos. Ganó tres medallas en el Campeonato Mundial de Biatlón entre los años 1977 y 1979.

## Palmarés internacional
| Juegos Olímpicos   | Juegos Olímpicos      | Juegos Olímpicos  | Juegos Olímpicos |
| Año                | Lugar                 | Medalla           | Prueba           |
| ------------------ | --------------------- | ----------------- | ---------------- |
| 1976               | Innsbruck (Austria)   | Medalla de bronce | Relevos          |
| Campeonato Mundial |                       |                   |                  |
| Año                | Lugar                 | Medalla           | Prueba           |
| 1977               | Lillehammer (Noruega) | Medalla de bronce | Relevos          |
| 1978               | Hochfilzen (Austria)  | Medalla de oro    | Relevos          |
| 1979               | Ruhpolding (RFA)      | Medalla de oro    | Relevos          |